# 托德薩克 (阿肯色州)
托德薩克（英語：Toad Suck）是位於美國阿肯色州佩里縣的一個非建制地區。該地的面積和人口皆未知。

## 地理
托德薩克的座標為35°04′32″N 92°33′36″W / 35.07556°N 92.56000°W，而該地的平均海拔高度為93米（即305英尺）。